# Jakob Steiner (Politiker, 1813)
Jakob Steiner (* 7. Juli 1813 in Zielebach; † 9. Januar 1865 in Langenthal) war ein Schweizer Politiker und Richter. Von 1854 bis zu seinem Tod gehörte er dem Nationalrat an, von 1854 bis 1857 war er Regierungsrat des Kantons Bern.

## Biografie
Der Sohn eines Landwirts besuchte die Schulen in Zielebach und in Grandson, anschliessend absolvierte er ein juristisches Praktikum in Burgdorf. 1834 begann Steiner an der Universität Bern Recht zu studieren. Nach dem Studienabschluss im Jahr 1838 trat er in das Advokaturbüro von Ulrich Ochsenbein ein. Ab 1841 war er in Langenthal als selbständiger Rechtsanwalt tätig. Ab 1842 war er Gerichtspräsident in Büren an der Aare, 1844 in Wangen an der Aare, danach gehörte er von 1847 bis 1853 dem Berner Obergericht an. 1857 wurde er Teilhaber des Eisenwarengeschäft seines Schwagers in Langenthal.
Steiner nahm im März 1845 am zweiten Freischarenzug nach Luzern teil. 1846 wurde er als Kandidat der Radikalliberalen in den Grossen Rat des Kantons Bern gewählt, dem er jedoch nur ein Jahr lang angehörte. Als die Radikalen und die Konservativen sich 1854 auf eine Koalition einigten («Fusion»), wählten sie ihn in die Kantonsregierung. Die folgenden drei Jahre war er für die Ressorts Militär, Eisenbahnen und Entsumpfungen zuständig. Steiner kandidierte bei den Nationalratswahlen 1854 und wurde im Wahlkreis Oberaargau gewählt. Nach drei erfolgreichen Wiederwahlen beging er 9. Januar 1865 Suizid.